# Bert van Marwijk
Lambertus "Bert" van Marwijk (født 19. maj 1952 i Deventer, Holland) er en tidligere hollandsk fodboldspiller og nuværende træner for Australiens landshold. Indtil februar 2014 var han træner for det tyske Bundesliga hold Hamburger SV. Tidligere trænede han det Hollandske landshold som han også selv spillede for som aktiv. Han førte hollænderne til finalen ved VM i 2010.
Van Marwijk spillede som aktiv for blandt andet Go Ahead Eagles, AZ Alkmaar og MVV Maastricht. Han spillede desuden én landskamp for Holland, som faldt i 1975.
Van Marwijk blev efter sit karrierestop træner, og har siden da stået i spidsen for adskillige hollandske og udenlandske klubber, blandt andet Fortuna Sittard, Feyenoord og Borussia Dortmund Hamburger S. Med Feyenoord vandt han i 2002 UEFA Cuppen. I 2008 blev han udnævnt som træner for det hollandske landshold, som han førte helt frem til finalen ved VM i 2010, efter undervejs at have besejret blandt andet Brasilien og Uruguay. I finalen blev holdet dog besejret 1-0 af Spanien efter forlænget spilletid.
Efter Europamesterskabet i fodbold 2012 hvor Holland endte uden point, opsagde Van Marwijk sit job som landstræner for holdet.

## Titler

### Titler som spiller
KNVB Cup
- 1978 med AZ Alkmaar

### Titler som træner
UEFA Cup
- 2002 med Feyenoord

KNVB Cup
- 2008 med Feyenoord